# Gaston van de Werve et de Schilde
 (mai 2008).
Si vous disposez d'ouvrages ou d'articles de référence ou si vous connaissez des sites web de qualité traitant du thème abordé ici, merci de compléter l'article en donnant les références utiles à sa vérifiabilité et en les liant à la section « Notes et références ».

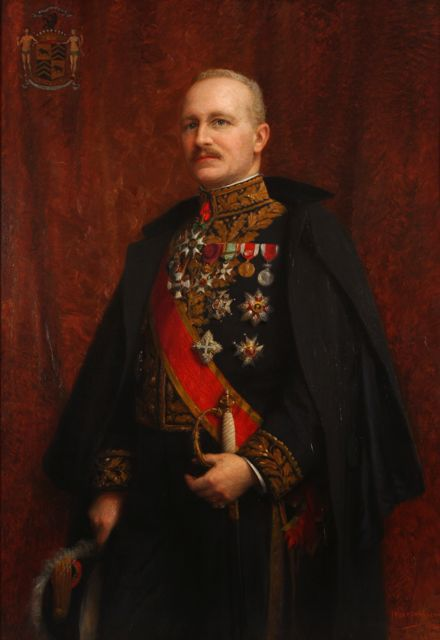
baron Gaston van de Werve et de Schilde

Le baron Gaston van de Werve et de Schilde (1867-1923) est un homme politique belge.

## Biographie
Il est le fils du baron Henri et de Jeanne de Béthisy. Il épouse en 1890 à Lombise Françoise de la Boëssière-Thiennes, fille du marquis Gaëtan et de la Comtesse Louise de Lannoy et du Saint-Empire. 
En 1893 il est nommé conseiller provincial pour le canton de Zandhoven. En 1912 il devient gouverneur de la province d'Anvers.
Le 4 août 1914, la Belgique est envahie et la Zivilverwaltung le démet de ses fonctions et le consigne comme otage dans son hôtel. Privé de l'exercice du pouvoir, le Baron Gaston fait de son hôtel un foyer de résistance patriotique et de bonnes œuvres. La guerre terminée, il reprend l'exercice de ses fonctions de Gouverneur. 
En ces années de reconstruction de la ville si éprouvée par faits de guerre, l'activité du Gouverneur est considérable. Il préside et assiste à toute manifestation patriotique, étudie avec le plus grand soin les grandes questions d'intérêt provincial. Ses discours à l'ouverture des sessions de Conseil Provincial sont des répertoires d'idées fécondes et de projets utiles : annexion de la rive gauche de l'Escaut et aménagement du Polder de Borgerweert, électrification de la province, établissement généralisé de la distribution de l'eau et des égouts. Organisation de l'enseignement professionnel et agricole, amélioration du régime des routes et des canaux, acquisition du domaine du Rivierenhof, etc. Il eut aussi à présider l'organisation des Jeux Olympiques d'Anvers en 1920. 
Le Baron Gaston van de Werve et de Schilde décéda le 18 août 1923 à 17 h 15 d'une congestion cérébrale. Le décès d'un Gouverneur de province en fonction nécessitait des funérailles nationales. Elles eurent lieu le 23 août 1923 en la Cathédrale Notre-Dame d'Anvers.
Il fait partie de la famille van de Werve.